# 堂平山
堂平山（どうだいらさん）は、埼玉県比企郡小川町、ときがわ町と秩父郡東秩父村の境界にある標高875.8mの山である。

## 概要
北の笠山、北西の大霧山と並んで比企三山に数えられ、山頂には一等三角点および天測点が置かれている。山頂付近はなだらかでほぼ全方位に拓けており、見晴らしがよい。
1962年（昭和37年）に東京天文台（現・国立天文台）の堂平観測所が設置されたが、2000年（平成12年）に閉鎖。その後しばらく観測施設は利用されていなかったが、2005年よりときがわ町星と緑の創造センターとして開所。直下のキャンプ場、林業体験施設と合わせて教育学習・体験交流施設として利用されている。

## ハイキングコース
小川町方面から笠山、七重峠を経て登るコース、ときがわ町より慈光寺を経て登るコースなどが整備されている。
また、ときがわ町方面および白石峠から車道が山頂まで伸びており、自動車で山頂まで行くことができる。

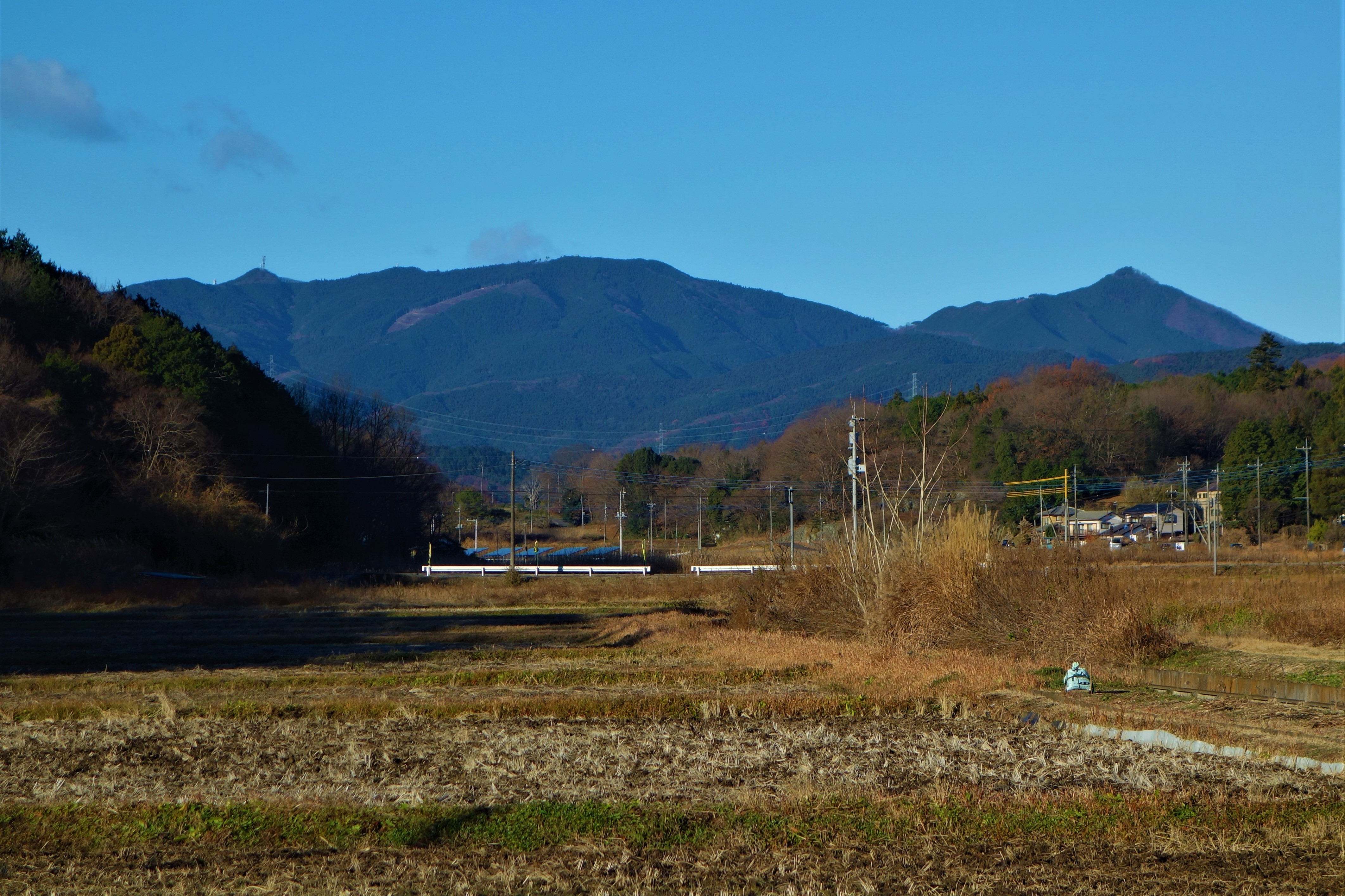
鳩山町から見た堂平山と笠山
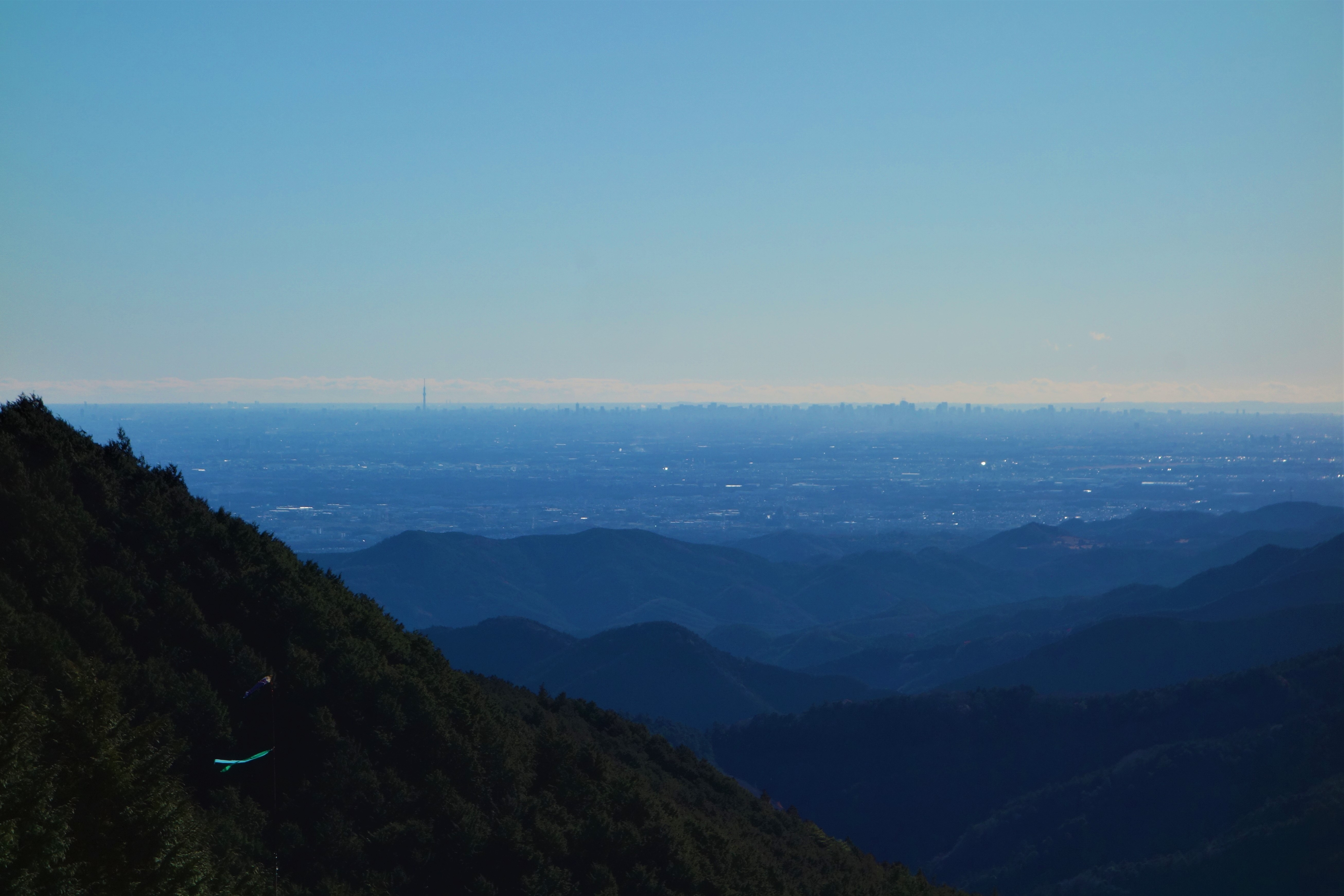
剣ヶ峰駐車場から東京方面
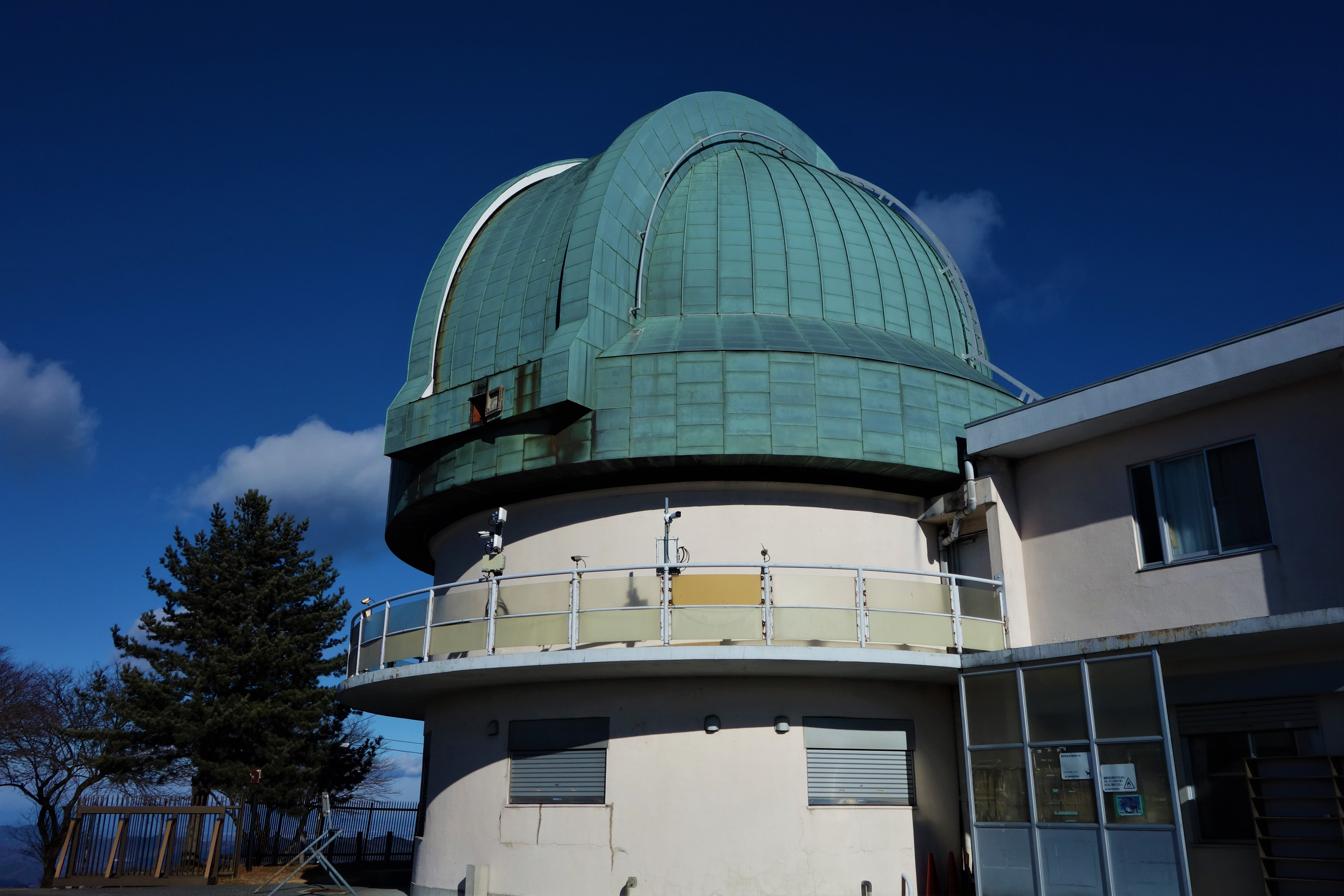
堂平観測所ドーム